# Farlowella rugosa
Farlowella rugosa és una espècie de peix de la família dels loricàrids i de l'ordre dels siluriformes.

## Morfologia
Els mascles poden assolir els 21,4 cm de longitud total.

## Distribució geogràfica
Es troba a Sud-amèrica: rius Essequibo, Marowijne i Corantijn.